# Peter Hermann
Peter Hermann (nascido em 16 de outubro de 1963) é um ex-ciclista listenstainiano que competiu no ciclismo nos Jogos Olímpicos de Verão de 1988, representando o Liechtenstein.